# Артемьево (Московская область)
Артемьево — деревня в городском округе Домодедово Московской области. Население — 73 чел. (2010).

## География
Деревня Артемьево расположена в центральной части городского округа Домодедово, примерно в 12 км к югу от города Домодедово. Высота над уровнем моря 168 м. В 1,5 км к востоку от деревни протекает река Гнилуша. В деревне 2 улицы — Кедровая и Сергея Жиленко. Ближайший населённый пункт — деревня Житнево.

## История
Впервые упоминается в волостной переписи 1627 года.
В 1926 году деревня входила в Шаховский сельсовет Лобановской волости Бронницкого уезда Московской губернии.
С 1929 года — населённый пункт в составе Михневского района Серпуховского округа Московской области.
В 1959 году деревня передана в Подольский район (в период с 1963 по 1965 гг. находилась в составе Ленинского сельского района). В 1969 году деревня передана во вновь образованный Домодедовский район.
До муниципальной реформы 2006 года деревня входила в состав Краснопутьского сельского округа Домодедовского района.

## Население
| 2002 | 2010 |
| ---- | ---- |
| 77   | ↘73  |

В 1926 году в деревне проживало 205 человек (77 мужчин, 128 женщин), насчитывалось 45 хозяйств, из которых 43 было крестьянских. По переписи 2002 года — 77 человек (32 мужчины, 45 женщин).